# Fassia scabrosa
Fassia scabrosa är en svampart som beskrevs av Dennis 1964. Fassia scabrosa ingår i släktet Fassia och familjen Diatrypaceae.   Inga underarter finns listade i Catalogue of Life.